# Claie
Die Claie ist ein Fluss in Frankreich, der im Département Morbihan, in der Region Bretagne verläuft. Sie entspringt im Gemeindegebiet von Saint-Allouestre, entwässert anfangs Richtung Süd, wechselt später auf Ost bis Südost, durchquert die Landschaft Landes de Lanvaux und mündet schließlich nach insgesamt rund 62 Kilometern im Gemeindegebiet von Saint-Congard als rechter Nebenfluss in den Oust, der hier einen Teilabschnitt des Schifffahrtskanals Canal de Nantes à Brest bildet. 

## Orte am Fluss
(Reihenfolge in Fließrichtung) 
- Saint-Allouestre
- Saint-Jean-Brévelay
- Trédion
- Saint-Guyomard
- Bohal
- Pleucadeuc